# Triphosa pallidivittata
Triphosa pallidivittata là một loài bướm đêm trong họ Geometridae.